# 甲基六氢邻苯二甲酸酐
甲基六氢邻苯二甲酸酐（英語：methylhexahydrophthalic anhydride，缩写MHHPA）是一种内酸酐类化合物。

## 制备与合成
甲基六氢邻苯二甲酸酐可通过氢化甲基四氢邻苯二甲酸酐获得。

## 性质
甲基六氢邻苯二甲酸酐是一种可燃、难以点燃的粘稠无色液体，可在水中水解。

## 用途
甲基六氢邻苯二甲酸酐用作环氧树脂的固化剂和粘合剂树脂的原料。

## 危险评估
由于其对呼吸道的致敏特性，甲基六氢邻苯二甲酸酐被歐洲化學品管理局列入高度关注物质候选名单。